# 交響組曲「ドラゴンクエストX」目覚めし五つの種族
『交響組曲「ドラゴンクエストX」目覚めし五つの種族』（こうきょうくみきょく ドラゴンクエストテン めざめしいつつのしゅぞく）は、『ドラゴンクエストX 目覚めし五つの種族 オンライン』の音楽CDである。

## 解説
シリーズ10作目となる『ドラゴンクエストX 目覚めし五つの種族 オンライン』の交響組曲である。本作は初のオンラインゲーム音楽である。作曲・指揮はすぎやまこういち、演奏は東京都交響楽団、コンサートマスターは矢部達哉。
CDジャケットは『交響組曲「ドラゴンクエストVIII」空と海と大地と呪われし姫君』から継続している風景写真で、本作では空と大地の写真を採用している。
初回封入特典は『音楽は心の元気玉』（ゲーム本編で使用出来る「元気玉」のアイテムコード）。
オリコンアルバム週間ランキング初登場53位を獲得。

## 収録曲
録音日・場所：2012年6月11日・12日／大田区民ホール「アプリコ」

備考は本作「X」の内容を中心に記載している。
| No. | No. | 楽曲名               | 備考 |
| --- | --- | -------------------- | --- |
| 1   | 1   | 序曲X                | - イントロ部分はIXを継承している - この曲は本作のタイトル画面では使用されず、タイトルムービーのみで使用される（オフライン版ではタイトル画面でも使用） - 1stシリーズではメインメロディは1回だったが、2ndシリーズのタイトルムービーでは2回流れる - 交響組曲版ではアレンジ（イントロとメロディの間にドラムマーチが入るなど）が施されている |
| 2   | 2   | アンルシアの恵み     | プロローグが流れる際に使用される |
| 3   | 3   | ざわめく心           | ボスに関するイベントなどで使用される |
| 4   | 4   | 王宮への招待         | - 主に城で流れる、トランペットとフルートのソロが目立つ曲である - 娯楽島ラッカランの駅などでも使われている |
| 5   | 5   | 街の息吹             | 街のBGMであるが、岳都ガタラのボス討伐後のイベントでも流れる |
| 5   | 6   | まどろむ街並         | 「街の息吹」のアレンジで、夜の街で流れる |
| 5   | 7   | 夢のマイルーム       | 住宅街の家の屋内で流れる |
| 5   | 8   | 村人たちのおしゃべり | - 村のBGMであり、夜用のアレンジも存在するが本CDには組み込まれていない - ゆえにオーケストラ音源導入後もシンセサイザー音源で使用されている |
| 5   | 9   | （街の息吹）         | |
| 6   | 10  | 空飛ぶ小舟           | |
| 6   | 11  | 迫る脅威             | ボスの出現時などに使用される |
| 6   | 12  | 高なる鼓動           | 神殿レイダメテス突入時や冥王の心臓から脱出する際のイベントのほか、神話篇のボス戦でも使用される |
| 7   | 13  | 刃の旋律             | 通常戦闘曲であり、曲冒頭のトランペットの主旋律が印象的 |
| 7   | 14  | 渾身の力を込めて     | 一部を除く各種中ボスとの戦闘時の曲であり、ver.5のラスボス絶対滅神ジャゴヌバ戦でも使用された |
| 8   | 15  | 天空の世界           | - 初採用は派生作品「ドラゴンクエストモンスターズ2」であり、ナンバリング作品への逆輸入として交響組曲版として初収録された - 本作では種族に関するイベントの際に使用される |
| 9   | 16  | 花の民プクリポ       | プクランド大陸のフィールド上で流れる |
| 9   | 17  | 地の民ドワーフ       | - ドワチャッカ大陸のフィールド上で流れる - 後述の「トンテンカン」のフレーズが使われている |
| 9   | 18  | トンテンカン         | 鍛冶・木工・裁縫時に使用される曲であり『地の民ドワーフ』のアレンジ |
| 9   | 19  | あの丘を越えたら     | 主にエテーネの島のフィールド上で使われる |
| 10  | 20  | 風雅の都             | 王都カミハルムイやアズラン住宅街、ツスクルの村の巫女ヒメアの館でも流れる |
| 10  | 21  | 五重魔塔             | スイの塔や捨てられた城で使用される |
| 11  | 22  | 水の民ウェディ       | - ウェナ諸島のフィールド上で流れる - 後述の『更なる未来へ』では前奏にウィンドチャイムが使用されている |
| 11  | 23  | 風の民エルフ         | エルトナ大陸のフィールド上で流れる |
| 11  | 24  | 炎の民オーガ         | オーグリード大陸のフィールド上で流れる |
| 12  | 25  | 暗闇をさまよう       | 主に洞窟内で流れるBGMだが、魔法の迷宮でも使用されている |
| 12  | 26  | 終焉の迷宮           | 神殿レイダメテスと冥王の心臓で使われる |
| 13  | 27  | 死の世界より来たる者 | 冥王ネルゲルに関するイベントで使用される |
| 13  | 28  | 死へのいざない       | 冥王ネルゲルとの戦闘時の曲 |
| 13  | 29  | 冥府の王             | 冥獣王ネルゲルおよび大魔王マデサゴーラとの戦闘時の曲 |
| 14  | 30  | 更なる未来へ         | 各大陸のフィールドBGMがメドレー形式で取り入れられている曲であるが、交響組曲版ではカットされている |
| 15  | 31  | 目覚めし五つの種族   | ナンバリングタイトルではV以来となる長調の曲である |